# Абу Убайда ибн аль-Джаррах
Абу́ ‘Уба́йда ибн аль-Джарра́х (араб. أبو عبيدة بن الجراح‎; 583, Мекка — 638, совр. Иордания) — исламский полководец и политический деятель, один из ближайших сподвижников пророка Мухаммеда.

## Биография
Его полное имя: Абу Убайда Амир ибн Абдуллах ибн аль-Джаррах ибн Хиляль ибн Ухайб ибн Дабба ибн аль-Харис ибн Фихр ибн Малик ибн ан-Надр аль-Кураши аль-Фихри. Он принял ислам во время мекканского периода жизни пророка Мухаммеда. Вместе с другими сподвижниками он сначала эмигрировал в Эфиопию, а затем в Медину. В Медине он способствовал созданию и укреплению молодого мусульманского государства.
Абу Убайда принял участие во всех битвах между мусульманами и язычниками Мекки. В битве при Бадре он сразился со своим отцом, который воевал против мусульман на стороне язычников и убил его. Согласно преданию, 22-й аят суры Аль-Муджадиля ниспослан в связи со случаем Абу Убайды ибн аль-Джарраха и других сподвижников пророка Мухаммеда: «Среди тех, кто верует в Аллаха и в Последний день, ты не найдёшь людей, которые любили бы тех, кто враждует с Аллахом и Его Посланником, даже если это будут их отцы, сыновья, братья или родственники. Аллах начертал в их сердцах веру и укрепил их духом от Него. Он введёт их в Райские сады, в которых текут реки, и они пребудут там вечно. Аллах доволен ими, и они довольны Им. Они являются партией Аллаха. Воистину, партия Аллаха — это преуспевшие».
После смерти пророка Мухаммеда Абу Убайда наряду с Абу Бакром и Умаром участвовал в качестве представителя мухаджиров в собрании под шатром (сакифа) племени бану са‘ида. На этом собрании первым Праведным халифом был избран Абу Бакр.
С самого начала войн Халифата с Персией и Византией, Абу Убайда отправился на фронт. Возглавлял арабские армии при покорении Сирии и Палестины в 634—638 годах. В битве при Ярмуке он был назначен командующим войсками центра. После этой победы были захвачены Фахль, Басан и Дамаск. Под командованием Абу Убайды также были завоёваны Иерусалим, Хомс и другие города Леванта.
Абу Убайда ибн аль-Джаррах умер в 638 году во время эпидемии чумы, охватившей в то время Сирию.